# Amt Gransee und Gemeinden

Logo des Amtes Gransee und Gemeinden

Das Amt Gransee und Gemeinden ist ein 1992 gebildetes Amt im Landkreis Oberhavel des Landes Brandenburg, in dem zunächst 17 Gemeinden im damaligen Kreis Gransee zu einem Verwaltungsverbund zusammengefasst wurden. Amtssitz ist die Stadt Gransee. Durch Gemeindezusammenschlüsse und Eingliederungen hat das Amt derzeit fünf Gemeinden.

## Geographie
Das Amt Gransee und Gemeinden liegt im nördlichen Teil des Landkreises Oberhavel. Es grenzt im Norden an das Land Mecklenburg-Vorpommern und die amtsfreie Stadt Fürstenberg/Havel, im Osten an die amtsfreie Stadt Zehdenick, im Süden an die amtsfreie Gemeinde Löwenberger Land, im Westen an das Amt Lindow (Mark) und die amtsfreie Stadt Rheinsberg. Im Amtsgebiet liegen der Große Stechlinsee und teilweise der Große Wentowsee.

## Gemeinden und Ortsteile
Das Amt Gransee und Gemeinden verwaltet fünf Gemeinden:
- Gransee (Stadt) mit den Ortsteilen Altlüdersdorf, Buberow, Dannenwalde, Gramzow, Kraatz, Margaretenhof, Meseberg, Neulögow, Neulüdersdorf, Seilershof, Wendefeld, Wentow, Ziegelei und Ziegelscheune
- Großwoltersdorf mit den Ortsteilen Altglobsow, Buchholz, Burow, Großwoltersdorf, Wolfsruh, Zernikow
- Schönermark
- Sonnenberg mit den Ortsteilen Baumgarten, Rauschendorf, Rönnebeck, Schulzendorf und Sonnenberg
- Stechlin mit den Ortsteilen Dagow, Dollgow, Güldenhof, Menz, Neuglobsow, Neuroofen und Schulzenhof

## Geschichte
Am 8. Juli 1992 erteilte der Minister des Innern seine Zustimmung zur Bildung des Amtes Gransee und Gemeinden, für dessen Zustandekommen der 21. Juli 1992 festgelegt wurde. Als Sitz der Amtsverwaltung wurde die Stadt Gransee bestimmt. Folgende 17 Gemeinden aus dem damaligen Kreis Gransee waren darin zusammengefasst:
1. Altlüdersdorf
2. Baumgarten
3. Dollgow
4. Großwoltersdorf
5. Kraatz-Buberow
6. Menz
7. Meseberg
8. Neuglobsow
9. Neulögow
10. Rönnebeck
11. Schönermark
12. Schulzendorf
13. Seilershof
14. Sonnenberg
15. Wolfsruh
16. Zernikow
17. Stadt Gransee

Zum 13. Februar 1997 wurden die Gemeinden Altlüdersdorf, Kraatz-Buberow, Meseberg und Neulögow in die Stadt Gransee eingegliedert. Am 1. Mai 1998 schlossen sich die Gemeinden Baumgarten und Sonnenberg zur neuen Gemeinde Sonnenberg zusammen.
Am 27. September 1998 schlossen sich die Gemeinden Großwoltersdorf, Wolfsruh und Zernikow zur neuen Gemeinde Großwoltersdorf zusammen. Zum 27. September 1998 schlossen sich die Gemeinden Dollgow, Menz und Neuglobsow zur neuen Gemeinde Stechlin zusammen. Ebenfalls zum 27. Oktober 1998 wurde die Gemeinde Seilershof in die Stadt Gransee eingegliedert. Zum 1. Januar 2003 wurde die Gemeinde Dannenwalde in die Stadt Gransee eingegliedert. Und zum 26. Oktober 2003 wurden die Gemeinden Schulzendorf und Rönnebeck in die Gemeinde Sonnenberg eingegliedert.

## Bevölkerungsentwicklung
| Jahr | Einwohner |
| ---- | --------- |
| 1992 | 10 815    |
| 1995 | 10 484    |
| 2000 | 10 369    |
| 2005 | 10 095    |
| 2010 | 9 390     |
| 2015 | 9 063     |

| Jahr | Einwohner |
| ---- | --------- |
| 2020 | 9 108     |
| 2021 | 9 151     |
| 2022 | 9 047     |
| 2023 | 8 965     |
| 2024 | 8 922     |

Gebietsstand des jeweiligen Jahres, Einwohnerzahl: Stand 31. Dezember, ab 2011 auf Basis des Zensus 2011, ab 2022 auf Basis des Zensus 2022

## Politik

### Amtsdirektoren
- 1992–2003: Dietmar Nobis
- 2003–2024: Frank Stege
- seit 2024: Nico Zehmke

Stege wurde am 8. April 2019 vom Amtsausschuss für weitere acht Jahre in seinem Amt bestätigt. Stege trat am 30. September 2024 in den Ruhestand.
Am 15. April 2024 wählte der Amtsausschuss Nico Zehmke für eine achtjährige Amtszeit ab 1. Oktober 2024 zum Amtsdirektor.

### Gemeindepartnerschaften
- Landgemeinde Siemiatycze, Podlachien, Polen

## Belege
1. ↑  Bevölkerungsstand im Land Brandenburg Dezember 2024 (Fortgeschriebene amtliche Einwohnerzahlen, basierend auf dem Zensus 2022) (Hilfe dazu).
2. ↑  Dienstleistungsportal der Landesverwaltung des Landes Brandenburg – Amt Gransee und Gemeinden (Memento vom 26. August 2019 im Internet Archive)
3. ↑  Bildung der Ämter Gransee und Gemeinden und Fürstenberg. Bekanntmachung des Ministers des Innern vom 30. Juni 1992. Amtsblatt für Brandenburg – Gemeinsames Ministerialblatt für das Land Brandenburg, 3. Jahrgang, Nummer 54, 31. Juli 1992, S. 967/8.
4. ↑  Eingliederung der Gemeinden Altlüdersdorf, Kraatz-Buberow, Meseberg und Neulögow in die Stadt Gransee. Bekanntmachung des Ministers des Innern vom 13. Februar 1997. Amtsblatt für Brandenburg – Gemeinsames Ministerialblatt für das Land Brandenburg, 8. Jahrgang, Nummer 19, 15. Mai 1997, S. 357.
5. ↑  Bildung einer neuen Gemeinde aus den Gemeinden Baumgarten und Sonnenberg. Bekanntmachung des Ministeriums des Innern vom 29. April 1998. Amtsblatt für Brandenburg – Gemeinsames Ministerialblatt für das Land Brandenburg, 9. Jahrgang, Nummer 22, 11. Juni 1998, S. 506.
6. ↑  Zusammenschluss der Gemeinden Großwoltersdorf, Wolfsruh und Zernikow zu einer neuen Gemeinde Großwoltersdorf. Bekanntmachung des Ministeriums des Innern vom 6. April 1998. Amtsblatt für Brandenburg Gemeinsames Ministerialblatt für das Land Brandenburg, 9. Jahrgang, Nummer 16, 29. April 1998, S. 449.
7. ↑  Zusammenschluß der Gemeinden Dollgow, Menz und Neuglobsow. Bekanntmachung des Ministeriums des Innern vom 6. Mai 1998. Amtsblatt für Brandenburg Gemeinsames Ministerialblatt für das Land Brandenburg, 9. Jahrgang, Nummer 17, 6. Mai 1998, S. 456.
8. ↑  Eingliederung der Gemeinde Seilershof in die Stadt Gransee. Bekanntmachung des Ministeriums des Innern vom 15. Mai 1998. Amtsblatt für Brandenburg – Gemeinsames Ministerialblatt für das Land Brandenburg, 9. Jahrgang, Nummer 22, 11. Juni 1998, S. 506.
9. ↑  Eingliederung der Gemeinde Dannenwalde in die Stadt Gransee. Bekanntmachung des Ministeriums des Innern vom 1. Oktober 2002. Amtsblatt für Brandenburg Gemeinsames Ministerialblatt für das Land Brandenburg, 13. Jahrgang, 2002, Nummer 44, Potsdam, den 23. Oktober 2002, S. 946 PDF
10. ↑  Eingliederung der Gemeinde Schulzendorf in die Gemeinde Sonnenberg. Bekanntmachung des Ministeriums des Innern vom 18. Februar 2003. Amtsblatt für Brandenburg Gemeinsames Ministerialblatt für das Land Brandenburg, 14. Jahrgang, 2003, Nummer 9, Potsdam, den 5. März 2003, S. 275 PDF
11. ↑  Eingliederung der Gemeinde Rönnebeck in die Gemeinde Sonnenberg. Bekanntmachung des Ministeriums des Innern vom 14. Februar 2003. Amtsblatt für Brandenburg Gemeinsames Ministerialblatt für das Land Brandenburg, 14. Jahrgang, 2003, Nummer 9, Potsdam, den 5. März 2003, S. 275 PDF
12. ↑  Historisches Gemeindeverzeichnis des Landes Brandenburg 1875 bis 2005. Landkreis Oberhavel. S. 12–13.
13. ↑  Bevölkerung im Land Brandenburg von 1991 bis 2017 nach Kreisfreien Städten, Landkreisen und Gemeinden, Tabelle 7
14. ↑  Amt für Statistik Berlin-Brandenburg (Hrsg.): Statistischer Bericht A I 7, A II 3, A III 3. Bevölkerungsentwicklung und Bevölkerungsstand im Land Brandenburg (jeweilige Ausgaben des Monats Dezember)
15. ↑  Amt Gransee und Gemeinden – Amtsdirektor einstimmig wiedergewählt. Archiviert vom Original (nicht mehr online verfügbar) am 3. Juni 2019; abgerufen am 3. Juni 2019.
16. 1 2  Granseer Nachrichten 34. Jg. Nr. 5 vom 3. Mai 2024 Seite 18.